# Troglophyton capillaceum
Troglophyton capillaceum là một loài thực vật có hoa trong họ Cúc. Loài này được (Thunb.) Hilliard & B.L.Burtt miêu tả khoa học đầu tiên năm 1981.